# IX основно училище „Панайот Волов“
IX ОУ „Панайот Волов“ е основно училище в град Шумен, разположено на адрес: ул. „Шестте ястребинчета“ №1 в квартал „Дивдядово“. Директор на училището е Диана Тончева Георгиева.

## История
Първите опити за обучение на децата в Дивдядово вероятно са от началото на XIX в. Няма сигурни данни за първото килийно училище. Предполага се, че до 30-те години на XIX в. децата на по-заможните селяни са ходили да учат в къщата на даскала, който е бил занаятчия или църковен певец. Заплатата му е била по 1 грош на месец за дете. Има запазена приписка, в Триода, който се пази в черквата: „Аз Дончу Казанли сидех на Чингел даскал в лето 1826. В то лето стана каран на Шумен и много хора измряха” Първото общо килийно училище в Дивдядово е открито 1838 г. по инициатива на селските първенци и се намирало в двора на старата черква.
През 1948 г. по инициатива на един от черковните ктитори – Стефан Изворски, е построено и първото училище по взаимната метода – в двора на изградената две години по-рано нова черква „Св. Илия“. Днес неговата сграда е музей.
Един от първите учители във взаимното училище е даскал Захари Димов. Има запазена приписка в Триода на църквата: „Аз поп Захарие ченгелски учител”.
Нов етап в развитието на училището е пристигането в началото на 60-те години на XIX в. на даскал Рашко (Райко Илиев Блъсков), който си поставя амбициозната задача да създаде ново класно училище за около 250 деца.
В дописка от 1862 г. във вестника на Драган Цанков „България“  има кратък репортаж за освещаването на училището на храмовия празник Илинден, изпита на учениците и описание на новата сграда:
 Новосъграденото училище е направено близо до черквата на едно високо място всред селото; то има четири стени: Първата, по-обширна стая е Взаимноучителното предворие, двете нависоко одаи за особно предание и една стая за ония ученици, които щат ся възпитават в училището и щат ся хранят оттам, като в Пансион (както го показва и надписа, дето прочетох над вратата с големи букви: Селски Български Пансион и пр.). Новото училище, което може да вмести до 200 ученици, е за момчета, а вехтото, в черковний двор, остава за девическо.

Управителят на това училище е един от многострадалните Български учители. Той, както ми приказа сам си, е настоял да ся направи това училище с цел да ся приемат и вънкашни ученици от околните села и града с умерена плата; ако ли, каза ми, получи някоя помощ, както се надява отвън, приемът щът ся и няколко сиромашки деца безплатно (с благодеяния).
През 1870 г. се появява и втора дописка за дивдядовското училище – в. „Македония“ на Петко Славейков в бр. 66 от 16 юли описва изпитите в училището:
"Изпитванието ставаше в едно от най-близките до града село. То беше Дивдядово на 5-ий ден на този месец. Поканени имаше доволно от гражданите. Изпитът на учениците задоволи и зарадва доста сички ни. Науките си имаха учениците се в ръкопис; в тях се съгледваше нещо такова, като да е по-пригодно и потребно за селянина. На сички на лицата се виждаше изписана някаква сладка гордост. Децата се гордееха, защото можеха яката да отговарят на всичко що ги питаха, бащите се гордееха с децата си, а зрителите вънкашни(освен от града мнозина бяха от околните села) се гордееха защото и от българските млади рожби и по селата напредват. Аз често поглеждах на увенчаните образи на Кирила и Методия и на образа на М. Бенлиев. Всички що присъствуваха на това зрелище и мисля че ни един ни са намери от тях да не похвали добрия уред на това селище."
Училището се издържа със средства от черковно-училищната каса и волни дарения. Даскал Рашко поставя и началото на дарителството. Знаят се имената на дарители, които са подпомагали учебното дело: свещеник Захари Димов – 250 гроша, Тодор Рахнев – 500 гроша, Стоян Чакъров – 500 гроша, Узун Димо – 250 гроша, Димитър Сърмов – 250 гр. и др. Значителна помощ е оказвал и видният възрожденски благодетел Маринчо Бенли, родом от Шумен. В продължение на десетилетия той е изпращал по 10 златни австрийски лири на десет училища в района. Достоен продължител на делото на Рашко Блъсков е неговият син Димитър Блъсков, който е и основател на главно-класното училище, по-нова програма, отличаваща се от старата взаимноучителна метода. Благодарение на баща и син Блъскови, Величко Железов, Янко Янев и др. училището скоро се прочува и в него идват да учат младежи от Силистренско, Варненско, Провадийско.  В училището, по спомени на съучениците му Гори Узунов и Вичо Камбуров, е учил и Панайот Волов.
През 1919 г. се открива и първи прогимназиален клас – съответстващ на днешен 5. клас – благодарение на известния общественик и писател Вичо Атанасов, който от 1921 г. става и директор на училището.
През 1937 г. е основано и първото родителско-учителско дружество с цел задълбочаване на сътрудничеството между училището и семействата на учениците.
А от есента на 1940 г. началното и прогимназията дават началото на основното училище, което се настанява в новата си сграда, построена през 1939 г.
През 1963 г. за първи път на 20 април се чества патрона на училището – Панайот Волов, по повод 125-годишнината от основаването на училището на 22 май 1963 г. Президиумът на Народното събрание награждава Народното основно училище „Панайот Волов“ с орден „Кирил и Методий“ I степен. Същата година на 1 септември е открита и новата спомагателна постройка, в която се обособява работилница и се обособяват кабинети по химия, физика и биология. Сградата е изградена със средствата на родитело-учителския комитет и ТКЗС в с. Дивдядово.
През 1965 г. е отворено новото крило на училищната сграда, а през 1966 г. е открит и физкултурният салон. През 1968 г. е завършено асфалтирането на училищния двор, а през 1982 г. е пуснато в експлоатация и локалното парно отопление.
Училището е било базово към към Шуменския университет по химия и музика.
През на 1 октомври 1999 г. е открит и първият компютърен кабинет.
Днес IX ОУ е със статут на средищно училище. То разполага с 16 модерни кабинета, обзаведени по европейски стандарт. В тях учители и ученици имат непрекъснат достъп до интернет, интерактивни дъски и устройства, музикални системи, уютен и достъпен за пътуващите ученици комплекс за хранене, 3 автобуса, които извозват ученици от ДДЛРГ „Детелина“ и селата: Салманово, Мараш, Хан Крум, Троица и Осмар.
След 1944 г. директори на училището са Васил Стефанов Василев (от 1946 – 1959 г.), Йордан Маринов Начев (1958 – 1973 г.), Иван Смиленов Апостолов (1973 – 1994 г.), Стефан Стефанов Баев (от 1994 г.), от 2022 г. до настоящия момент Диана Тончева Георгиева.
Сред имената на изявените ученици през годините са проф. Тончо Жечев, проф. Марин Жечев, проф. Гори Митев, проф. Крум Геров, ст.н.с. I степен Борис Митев, доц. Илия Баев, доц. Вълчо Баев, доц. Иван Стефанов, доц. Тодорка Станчева Владимирова, д-р Николинка Янкова, писателят Герчо Атанасов и др.